# San Luis (Sara)
San Luis ist eine Ortschaft im Departamento Santa Cruz im Tiefland des südamerikanischen Andenstaates Bolivien.

## Lage im Nahraum
San Luis ist sechstgrößter Ort des Kanton Santa Rosa im Municipio Santa Rosa del Sara in der Provinz Sara. Der Ort liegt auf einer Höhe von 241 m zwischen dem Río Palacios im Westen und dem Río Piraí im Osten.

## Geographie
San Luis liegt östlich der bolivianischen Cordillera Oriental am Westrand des bolivianischen Tieflandes. Das Klima der Region ist das vollhumide Klima der Subtropen mit einem ausgeglichenen Temperaturverlauf im Jahresgang und ebenfalls nur geringen Temperaturschwankungen im Tagesverlauf.
Die mittlere Durchschnittstemperatur der Region liegt bei etwa 24 °C (siehe Klimadiagramm Santa Rosa) und schwankt nur unwesentlich zwischen knapp 21 °C im Juni und Juli und 26 °C von November bis Februar. Der Jahresniederschlag beträgt mehr als 1500 mm, die Regenzeit dauert von Oktober bis März und erreicht Monatswerte von über 250 mm.

## Verkehrsnetz
San Miguel liegt in einer Entfernung von 155 Straßenkilometern nördlich von Santa Cruz, der Hauptstadt des Departamentos.
Von Santa Cruz aus führt die asphaltierte Nationalstraße Ruta 4 über Warnes und Montero nach Portachuelo und von dort aus weiter in westlicher Richtung nach Cochabamba und zur chilenischen Grenze. Zehn Kilometer westlich von Portachuelo zweigt eine unbefestigte Landstraße in nördlicher Richtung von der Ruta 4 ab, die nach 37 Kilometern Santa Rosa del Sara erreicht. Von dort führt eine unbefestigte Landstraße in nordwestlicher Richtung vorbei an den beiden Seen Laguna Juancholo und Laguna Santa Barbara nach San Luis und von dort in nordwestlicher Richtung nach Los Andes und in nordöstlicher Richtung nach San Miguel.

## Bevölkerung
Die Einwohnerzahl der Ortschaft ist zwischen den letzten beiden Volkszählungen zurückgegangen:
| Jahr | Einwohner         | Quelle       |
| ---- | ----------------- | ------------ |
| 1992 | keine Detaildaten | Volkszählung |
| 2001 | 425               | Volkszählung |
| 2013 | 357               | Volkszählung |
| 2024 |                   | Volkszählung |

Aufgrund der seit den 1960er Jahren durch die Politik geförderten Zuwanderung indigener Bevölkerung aus dem Altiplano weist die Region einen nicht unerheblichen Anteil an Quechua-Bevölkerung auf, im Municipio Santa Rosa sprechen 28,6 Prozent der Bevölkerung die Quechua-Sprache.